# Microglanis minutus
Microglanis minutus is een straalvinnige vissensoort uit de familie van de antennemeervallen (Pseudopimelodidae). De wetenschappelijke naam van de soort is voor het eerst geldig gepubliceerd in 2010 door Ottoni, Mattos & Barbosa.